# Homer Bush
Homer Giles Bush é um ex-jogador profissional de beisebol norte-americano.

## Carreira
Homer Bush foi campeão da World Series 1998 jogando pelo New York Yankees. Na série de partidas decisiva, sua equipe venceu o San Diego Padres por 4 jogos a 0.